# Jan Noordegraaf
Jan Noordegraaf (Schiedam, 6 augustus 1927 - Haarlem, 11 juli 1990) was een Nederlands auteur en dichter.
Noordegraaf schreef romans, gedichten, artikelen en technische boeken over de zee. Ook vertaalde hij diverse maritieme werken uit het Engels. Hij was redacteur van de maritieme tijdschriften De Blauwe Wimpel en NTT De Zee.

## Boeken van Jan Noordegraaf
- 1964 - Zeeman met verlof (gedichten)
- 1966 - De wereld is een schip (roman)
- 1968 - Tankvaart op Bangkok (roman)
- 1970 - Schip op, schip af (verhalenbundel)
- 1971 - Onder goedkope vlag (roman)
- 1973 - Cruise ship (roman)
- 1974 - Gasplatform Alpha Twee (roman)
- 1977 - Luisteren naar schelpen (gedichten)
- 1979 - In het kielzog van Marconi. De ontwikkeling van de maritieme communicatie en navigatie (geschiedkundig verhaal)
- 1986 - Goede morgen kapitein, we zitten aan de grond (humoristische verhalen)
- 1986 - Kapitein, het anker drijft (humoristische verhalen)
- 1987 - Kapitein, spring aan de wal (humoristische verhalen)
- 1989 - Tankvaart op Bangkok, herdruk (roman)
- 1990 - Onder goedkope vlag, herdruk (roman)
- 1990 (postuum) - Kapitein de schroef is foetsie (humoristische verhalen)

- Digitale Bibliotheek voor de Nederlandse Letteren: noor005
- International Standard Name Identifier: 0000 0000 2449 7585
- Library of Congress Control Number: n80002963
- Nederlandse Thesaurus van Auteursnamen: 072431709
- Virtual International Authority File: 23430596
- WorldCat: E39PBJrckfC9Hq3wBWbfCbQ8YP